# Internazionali di Tennis di Baviera 1984
Gli Internazionali di Tennis di Baviera 1984 sono stati un torneo di tennis giocato sulla terra rossa. È stata la 69ª edizione del torneo, facente parte del Volvo Grand Prix 1984. Si è giocato a Monaco di Baviera in Germania, dal 14 al 20 maggio 1984.

## Campioni

### Singolare
Gene Mayer ha battuto in finale  'Libor Pimek con il punteggio di 6–4, 4–6, 7–6, 6–4

### Doppio
Boris Becker /  Wojciech Fibak hanno battuto in finale  Eric Fromm /  Florin Segărceanu con il punteggio di 6–4, 4–6, 6–1